# Bundesautobahn 4
La Bundesautobahn 4 (Abreviatura: BAB 4) – Abreviado: Autobahn 4 (Abreviado: A 4) – se divide en dos tramos, uno occidental y otro oriental. Se construyó entre 1934 y 1937.

## Tramo occidental
El tramo de 156 km transcurre desde la frontera con los Países Bajos en la altura de Aquisgrán por Colonia (Alemania) terminando en Krombach cerca de Kreuztal.

## Tramo oriental
El tramo inicia a unos 160 km al este del punto terminal del tramo occidental en la localidad de Kirchheim en Hessen en el intercambiador con la Bundesautobahn 7. De ahí sigue en dirección este donde pasa por el antiguo puesto fronterizo Frontera interalemana de Herleshausen cerca de Eisenach.

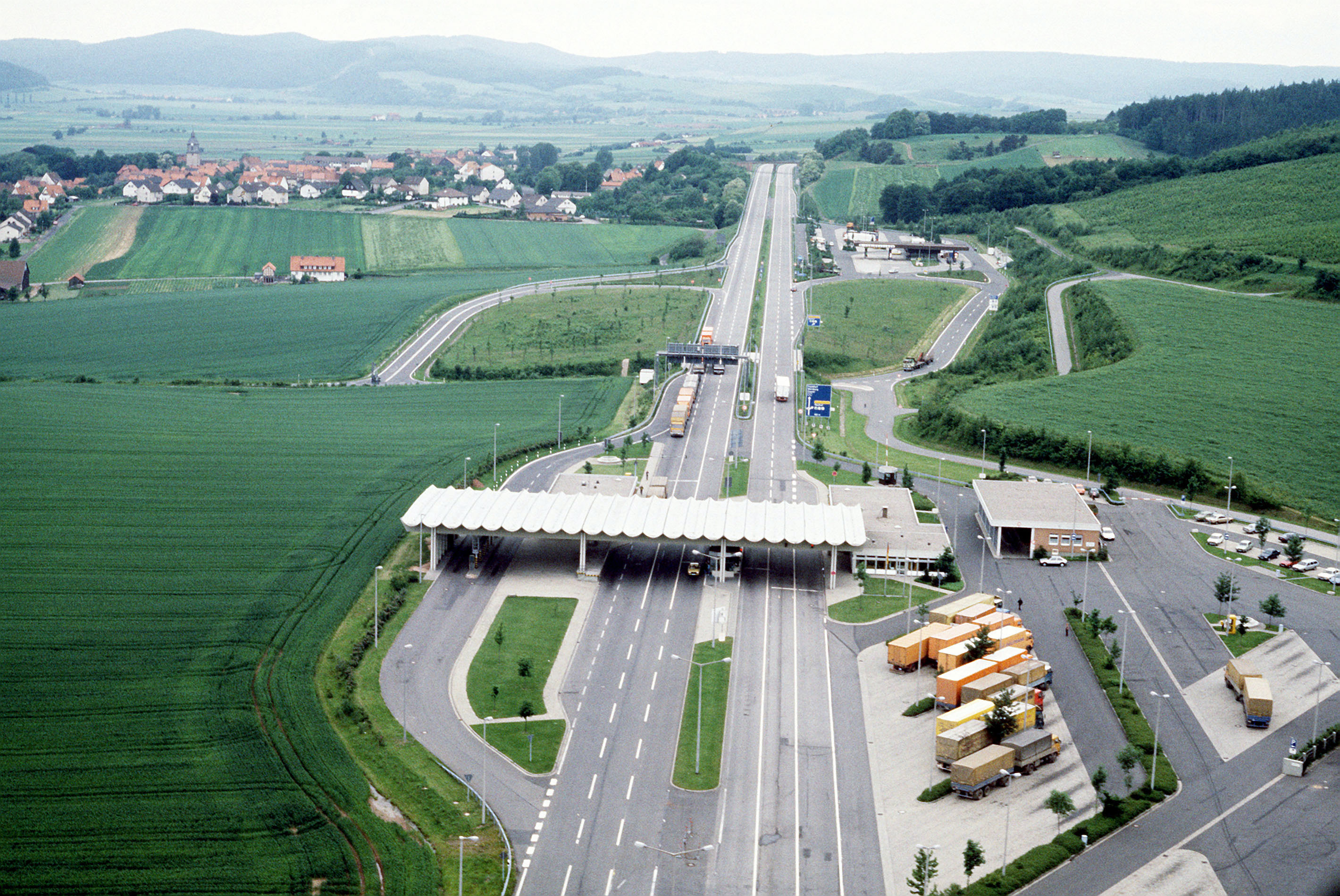
Vista aérea del puesto fronterizo de Herleshausen en 1985.

Siguiendo hacia el este pasa por Erfurt, Weimar, Jena, Gera, Chemnitz (entre 1953 y 1990 conocido en República Democrática Alemana como Karl-Marx-Stadt) y Dresde. El tramo termina  después de 429 km en Gorlitz en la frontera con Polonia delimitada por el río Neisse.
La autopista es tanto  la última sección de la ruta europea 314 como una parte importante de la ruta europea 40.